# Чебаркульская крепость
Чебаркульская крепость — крепость, находившаяся вблизи озера Чебаркуль на территории современной Челябинской области.
Российский историк П. И. Рычков в своей книге «Топография Оренбургская» писал о местоположении крепости:
Кундравинская, надъ озеромъ Кундравами, на отводной землѣ къ крѣпости Чебаркульской, изъ коего выпала рѣчка Увелька, и пала въ Уй рѣку, подъ крѣпостью Троицкою...
Чебаркульская крѣпость, при озерѣ именуемомъ Чебаркуль... ...От Чилябинской до нее по новопроложенной дорогѣ 64, а отъ Оренбурга 508 верстъ...
Возведение чебаркульской крепости было вызвано созданием перевалочного пункта для поставки продовольствия в будущую столицу Оренбургской губернии — Оренбургскую крепость и защиты юго-восточных границ Российской Империи. Крепость не сохранилась.

## История
В 1734 году под руководством И. К. Кирилова была организована Оренбургская экспедиция, целью которой стало строительство Оренбурга и крепостей-форпостов юго-восточнее города. Руководство строительством крепостей императрица Анна Иоанновна поручила В. Н. Татищеву. По требованию Татищева одна из крепостей должна быть построена близ озера Чебаркуль. Данное требование В. Н. Татищева, поставить крепость при этом озере, диктовалось практическими соображениями. Рядом с озером Чебаркуль проходило несколько исторических дорог, так же строительство на этом месте укрепления позволяло контролировать передвижения башкир.
25 апреля 1736 была произведена закладка Чебаркульской крепости, эта дата является датой основания одноименного города. Новое укрепление было названо в честь находившего неподалёку озера. План крепости начертил надзиратель работ Еган фон Баннер. Первый вариант крепости был построен не по типовому образцу, как практически все вновь построенные укрепления того времени, это был тип форпоста, в котором все необходимые постройки и гарнизон находились внутри стен. Крепость имела деревянные ограждения, в виде рубленых стен, на углах — четыре башни, большей площади, чем срубы стен, несколько выступавших вперед за линию ограждения. Размер первоначальной крепости составлял 18,5 × 30 сажен. Один из представителей Оренбуржской экспедиции писал в донесении Татищеву:
По силе присланных ордеров от вашего превосходительства в прибытие мое с командою к Чебаркулю крепость земляную с помощию божиею заложили августа 10 дня, которой построено вышины аршина в полтретьи и выше...
Внутри Чебаркульской крепости были размещены воинские казармы, склад с боеприпасами, амбары с продовольствием, другие постройки располагались вне стен крепости.
В 1739 году в крепость переселился Исетский казачий полк и администрация Исетской провинции. Таким образом, до 1743 года Чебаркульская крепость была административным центром Исетского края. В 1745 году на территории крепости была построена Преображенская церковь.
По состоянию на 1760-е годы в крепости находилось около 300 дворов, 294 служивых казаков. Крепость была укреплена заплотом, рогатками и надолбами. В крепости имелась церковь Срѣтенїя Господня. В 5 верстах от крепости, возле озера Большой Мисяш, имелось месторождение белой глины высокого качества годной для производства фарфора, в связи с чем был построен промывальный завод. В 15 верстах к югу у озера Кундрава находилось месторождение чёрной глины, а также глины светло-голубого и кирпичного цвета употребляемые для декоративной обмазки печей.
В 1774 году Чебаркульское укрепление стало форпостом для восставших крестьян под предводительством Е. И. Пугачёва, здесь же пугачёвцы готовились к взятию Челябинской крепости.
Но штурм прошёл неудачно, и «пугачёвцы» решили отступить обратно в Чебаркульскую крепость. Узнав о том, что «пугачёвцы» были разбиты правительственными войсками, чебаркульцы не надеялись на возвращение отряда Пугачёва. Но повстанцы вернулись и напали на крепость ранним утром. Крепость была сожжена, не уцелела и Преображенская церковь. На восстановление Чебаркульской крепости понадобилось не менее двух лет.
В книге «Истории Пугачева» А. С. Пушкин описывает пребывание пугачёвского войска в Чебаркульской крепости и бой, который произошёл вблизи крепости между правительственными войсками И. И. Михельсона и крестьянской армией Е. И. Пугачёва.
По мнению уфимского историка Игнатьева, изложенному в статье «Отряд Чебаркульский Троицкого уезда» в 1869 году, Чебаркульская крепость сыграла «исключительную» роль в подавлении башкирских восстаний.
В разные годы XVIII века Чебаркульскую крепость посетили известные европейские и российские ученые П. Паллас, И. Гмелин, И. И. Лепехин и П. И. Рычков.